# Vișan (okręg Jassy)
Vișan – wieś w Rumunii, w okręgu Jassy, w gminie Bârnova. W 2011 roku liczyła 1111 mieszkańców.